# De Wijngaard
De Wijngaard is een van oorsprong gereformeerd kerkgebouw in de stad Antwerpen, gelegen aan Sanderusstraat 77.

## Geschiedenis
Een zekere Mulder vestigde zich in 1884 te Antwerpen en kerkte in de (hervormde) Brabantsche Olijfberg. Daar ontwaarde hij tal van -in zijn ogen- misstanden, waaronder een gebrek aan leertucht. Met enkele medestanders en met steun van de Generale Synode van Middelburg werd een Gereformeerde gemeenschap opgezet. Vanaf 1896 werd gekerkt in het gebouw van de Christelijke Jongelingsvereniging "Timotheus", die weldra in gereformeerde handen kwam. Daarom moest deze vereniging verhuizen en op diverse plaatsen werden Gereformeerde diensten gehouden, vaak met een uit Nederland afkomstige predikant.
In 1899 kon een huis worden gehuurd waar diensten werden gehouden. Vanaf 1901 beschikte men over een eigen predikant en in 1909 kon een eigen kerkgebouw aan de Sanderusstraat in gebruik worden genomen.
De gemeente groeide, zowel door evangelisatie als door immigratie vanuit Nederland. Er kwam een harmonium dat in 1955 door een orgel werd vervangen, dat vervaardigd was door de firma Pels-Dhondt.
In 1978 gingen de Gereformeerde Kerken in België op in de Verenigde Protestantse Kerk in België.